# غرانت كورنويل
غرانت كورنويل (بالإنجليزية: Grant Cornwell)‏ هو فيلسوف أمريكي، ولد في 1957.